# 吳宗憲 (桃園)
吳宗憲（1959年1月17日—），臺灣桃園人，民主進步黨籍政治人物。吳曾是中國國民黨籍的桃園縣議員，但後來遭該黨開除黨籍，之後加入民主進步黨黨籍。
2015年11月14日於2015年桃園市第十二選區議員補選當選，重回桃園市議會，2018年首度以民進黨籍連任成功，擔任桃園市議員直到2022年12月25日。

## 選舉紀錄
| 年度 | 選舉屆數               | 選舉區             | 所屬政黨   | 得票數 | 得票率 | 當選標記 | 備註 |
| ---- | ---------------------- | ------------------ | ---------- | ------ | ------ | -------- | ---- |
| 2002 | 第十五屆桃園縣議員選舉 | 桃園縣第十二選舉區 | 中國國民黨 | 5,070  | 21.39% |          |      |
| 2005 | 第十六屆桃園縣議員選舉 | 桃園縣第十二選舉區 | 中國國民黨 | 8,367  | 29.91% |          |      |
| 2009 | 第十七屆桃園縣議員選舉 | 桃園縣第十二選舉區 | 中國國民黨 | 10,199 | 39.03% |          |      |
| 2014 | 第一屆桃園市議員選舉   | 桃園市第十二選舉區 | 中國國民黨 | 9,161  | 27.74% |          |      |
| 2015 | 第一屆桃園市議員補選   | 桃園市第十二選舉區 | 無黨籍     | 9,303  | 50.86% |          |      |
| 2018 | 第二屆桃園市議員選舉   | 桃園市第十二選舉區 | 民主進步黨 | 7,716  | 23.35% |          |      |
| 2022 | 第三屆桃園市議員選舉   | 桃園市第十二選舉區 | 民主進步黨 | 6,836  | 19.62% |          |      |

## 外部連結
- 桃園市議會（页面存档备份，存于）